# …Featuring
A ...Featuring Norah Jones amerikai jazz énekesnő válogatáslemeze. 2010. november 16-án adta ki a Blue Note Records az Egyesült Államokban. A lemez olyan előadók dalait tartalmazza, amelyekben az énekesnő közreműködött, beleértve saját projektjeit is, mint például a  The Little Willies és az El Madmo. Az albumon megtalálható a "Here We Go Again", című Ray Charlessal közösen előadott duett is, mely díjat nyert a 2005-ös Grammy gálán az "Év felvétele" kategóriában. A "Little Lou, Ugly Jack, Prophet John" című Belle & Sebastian dal is megtalálható a lemezen, mindössze egy hónappal a szerzőpáros, Belle & Sebastian Write About Love című szerzői lemezének megjelenését követően.

## Dallista
| #  | Dal címe                                                | Szerző                 | Eredetileg megjelent               |
| -- | ------------------------------------------------------- | ---------------------- | ---------------------------------- |
| 1  | Love Me                                                 | The Little Willies     | The Little Willies                 |
| 2  | Virginia Moon (feat. Norah Jones)                       | Foo Fighters           | In Your Honor                      |
| 3  | Turn Them (feat. Norah Jones)                           | Sean Bones             | "Rings"                            |
| 4  | Baby It's Cold Outside (feat. Norah Jones)              | Willie Nelson          | American Classic                   |
| 5  | Bull Rider (feat. Sasha Dobson)                         | Norah Jones            | Previously unreleased              |
| 6  | Ruler Of My Heart (feat. Norah Jones)                   | Dirty Dozen Brass Band | Come Away with Me (bonus)          |
| 7  | The Best Part                                           | El Madmo               | "El Madmo"                         |
| 8  | Take Off Your Cool (feat. Norah Jones)                  | OutKast                | Speakerboxxx/The Love Below        |
| 9  | Life Is Better (feat. Norah Jones)                      | Q-Tip                  | The Renaissance                    |
| 10 | Soon The New Day (feat. Norah Jones)                    | Talib Kweli            | Eardrum                            |
| 11 | Little Lou, Ugly Jack, Prophet John (feat. Norah Jones) | Belle & Sebastian      | Belle & Sebastian Write About Love |
| 12 | Here We Go Again (feat. Norah Jones)                    | Ray Charles            | Genius Loves Company               |
| 13 | Loretta (feat. Gillian Welch & David Rawlings)          | Norah Jones            | "Live in 2004"                     |
| 14 | Dear John (feat. Norah Jones)                           | Ryan Adams             | Jacksonville City Nights           |
| 15 | Creepin' In (feat. Dolly Parton)                        | Norah Jones            | Feels like Home                    |
| 16 | Court & Spark (feat. Norah Jones)                       | Herbie Hancock         | River: The Joni Letters            |
| 17 | More Than This (feat. Norah Jones)                      | Charlie Hunter         | "Songs from the Analog Playground" |
| 18 | Blue Bayou (feat. M. Ward) (Live in Austin)             | Norah Jones            | "Live from Austin"                 |

## Fordítás
Ez a szócikk részben vagy egészben  a(z)   ...Featuring (Norah Jones album) című angol Wikipédia-szócikk fordításán alapul.  Az eredeti cikk szerkesztőit annak laptörténete sorolja fel. Ez a jelzés csupán a megfogalmazás eredetét és a szerzői jogokat jelzi, nem szolgál a cikkben szereplő információk forrásmegjelöléseként.